# Pulse Music
Ne doit pas être confondu avec Pulse (Reich).
Pulse Music sous-titré for Phase Shifting Pulse Gate est une œuvre du compositeur américain Steve Reich écrite en 1969 pour instruments mécaniques et ordinateurs.